# Cservenka Ferencné
Cservenka Ferencné (születési neve Székely Ilona) (Újpest, 1918. december 29. – Budapest, 2010. november 5.) kommunista politikus, az MSZMP Pest Megyei Bizottságának első titkára, az MSZMP Központi Bizottságának tagja, országgyűlési képviselő, az Országgyűlés alelnöke.

## Életpályája
Édesapja bőrgyári munkás volt. Ő maga 1936-tól tagja volt a kommunista pártnak, 1945-től az újpesti pártapparátusban, majd 1948 és 1957 között az MDP Központi Vezetőségének, illetve  az MSZMP Központi Bizottságának apparátusában dolgozott, 1954 és 1957 között az Agitációs és Propaganda Osztály helyettes vezetőjeként.
1957-től 1988-ig tagja volt az MSZMP (kezdetben Ideiglenes) Központi Bizottságának. 1957 és 1962 között az MSZMP Budapesti Bizottságának titkára. Az egyike volt annak a 17 személynek, akik az MSZMP pártvezetőségének ülésén Nagy Imre és társainak ügyében hozzászólt. 1962-től 1983-ig az MSZMP Pest Megyei Bizottságának első titkára, 1980 és 1988 között pedig az Országgyűlés alelnöke volt. 1989-ben országgyűlési képviselői tisztségéből való visszahívását kezdeményezték. A rendszerváltás utáni élete nem ismert. Az Index 2011-es cikke részletesen foglalkozott a halálával kapcsolatos különböző híresztelésekkel, majd – biztosnak nevezett, de pontosan meg nem jelölt forrásra hivatkozva – közölte, hogy Cservenkáné 2010-ben elhunyt.